# Маріан Чобот
Маріан Чобот (словац. Marián Chobot, нар. 31 серпня 1999, Топольчани) — словацький футболіст, нападник клубу «Ружомберок» та молодіжної збірної Словаччини.
Виступав також за клуби «Нітра» та «Слован».
Володар Кубка Словаччини.

## Клубна кар'єра
Народився 31 серпня 1999 року в місті Топольчани. Вихованець футбольної школи клубу «Нітра». Дорослу футбольну кар'єру розпочав 2019 року в основній команді того ж клубу, в якій провів два сезони, взявши участь у 69 матчах чемпіонату. Більшість часу, проведеного у складі «Нітри», був основним гравцем атакувальної ланки команди.
Згодом з 2021 по 2022 рік грав у складі команд «Слован» та «ВіОн».
Своєю грою за останню команду знову привернув увагу представників тренерського штабу клубу «Слован», до складу якого повернувся 2022 року. Цього разу відіграв за команду з Братислави наступний сезон своєї ігрової кар'єри.
До складу клубу «Ружомберок» приєднався 2023 року. Станом на 15 травня 2025 року відіграв за команду 50 матчів у національному чемпіонаті.

## Виступи за збірні
У 2017 році дебютував у складі юнацької збірної Словаччини (U-17), загалом на юнацькому рівні взяв участь у 5 іграх.
Протягом 2019–2020 років залучався до складу молодіжної збірної Словаччини. На молодіжному рівні зіграв у 9 офіційних матчах.

## Титули і досягнення
- Володар Кубка Словаччини (1):

«Ружомберок»: 2023-2024